# George R. Newkome
George Richard Newkome (* 26. November 1938) ist ein US-amerikanischer Chemiker an der University of Akron.

## Leben und Wirken
Newkome erwarb 1961 einen Bachelor und 1966 bei Derry L. Fishel einen Ph.D. in Chemie, jeweils an der Kent State University. Als Postdoktorand arbeitete er bei Richard K. Hill an der Princeton University, bevor er 1968 eine erste Professur für Chemie (Assistant Professor) an der Louisiana State University in Baton Rouge erhielt. 1978 wurde er dort Associate Professor. Nach Forschungsaufenthalten an der Universität Bonn und der Stanford University (beide 1977) und der Universidad Nacional de México (1982) wechselte er 1986 als ordentlicher Professor an die University of South Florida in Tampa, wo er auch Vizedirektor für Forschung war. Zwischen 1984 und 1988 war er zusätzlich außerordentlicher Professor (Adjunct Professor) an der Emory University in Atlanta, Georgia. In den 1990er Jahren führten ihn wiederholt Gastprofessuren nach Frankreich (Universität Louis Pasteur in Straßburg und Universität Bordeaux I). Seit 2001 ist er an der University of Akron (Ohio), zunächst ebenfalls als Vizedirektor für Forschung und als Dekan der dortigen Graduate School.
Er befasst sich vor allem mit strukturellen Untersuchungen auf verschiedenen Gebieten der Chemie, insbesondere Supramolekulare Chemie, Nanotechnologie und Dendrimere. Er gehört zu den ersten, die Dendrimere synthetisieren konnten.

## Auszeichnungen (Auswahl)
- 1992 Fellow der American Association for the Advancement of Science
- Ehrenprofessur der Wenzhou-Universität (Volksrepublik China)